# Austen Henry Layard
Pour les articles homonymes, voir Layard.

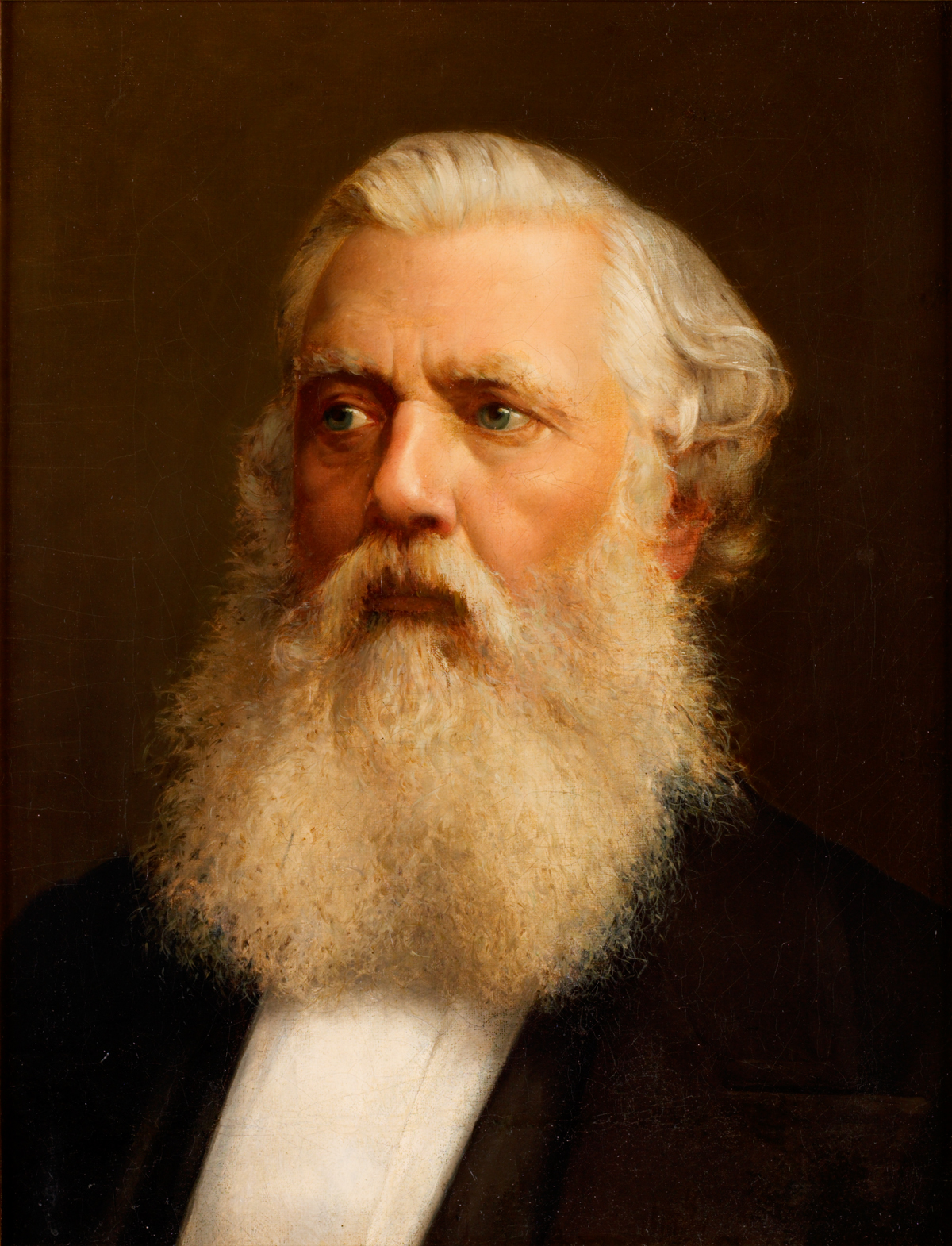
Austen Henry Layard.

Austen Henry Layard (5 mars 1817 - 5 juillet 1894), est un voyageur, archéologue, cunéiformiste, historien de l'art, dessinateur, collectionneur, écrivain et diplomate anglais connu surtout pour avoir fait les premières fouilles à Kalkhu.

## Biographie

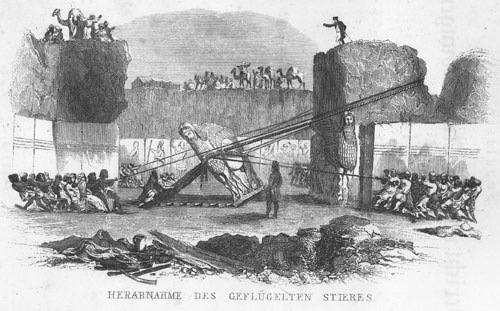
Illustration issue d'une édition germanophone de A Popular Account of Discoveries at Nineveh.

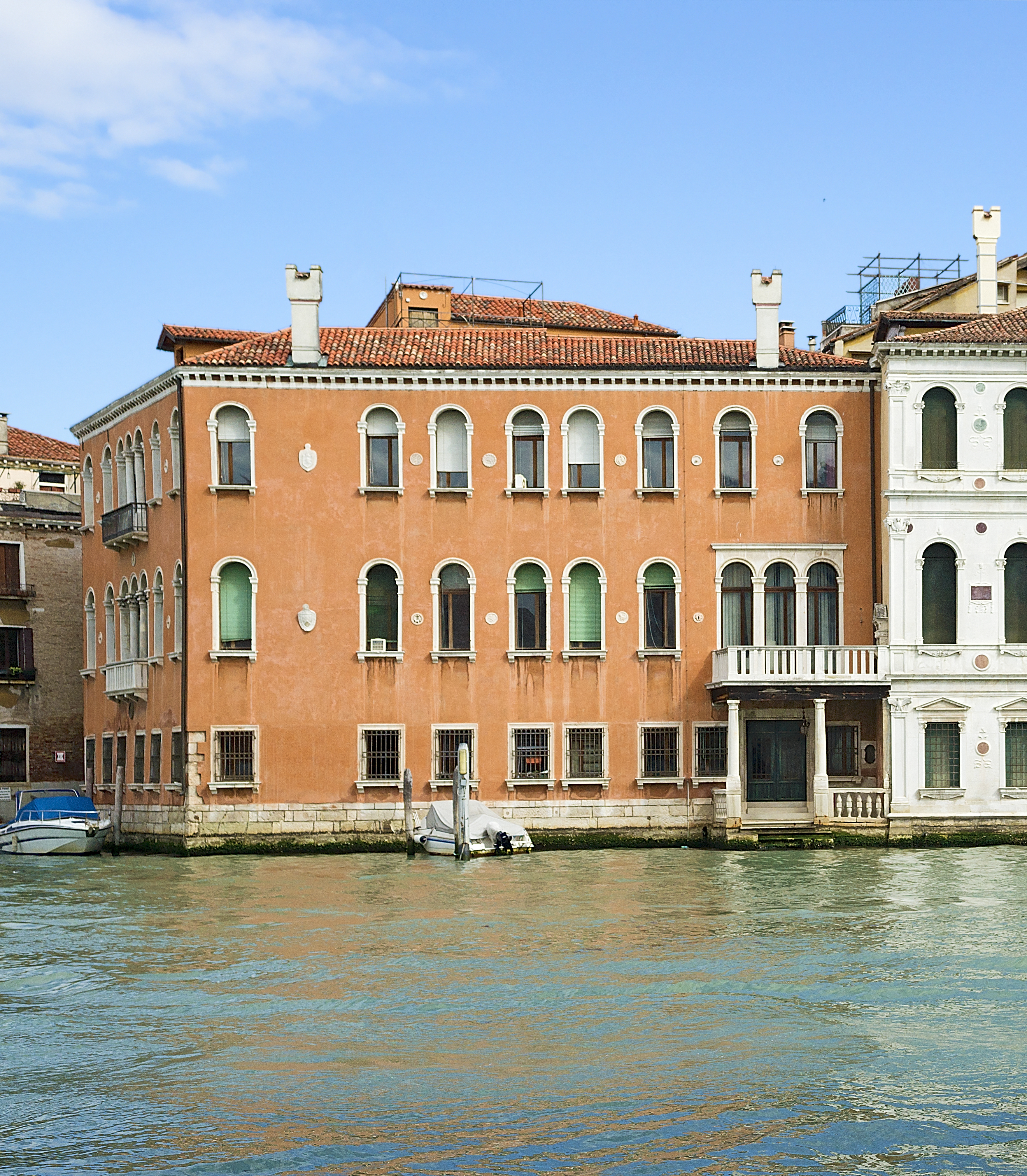
Ca' Cappello Layard Carnelutti. Demeure d'Austen Henry Layard à Venise.

Né à Paris dans une famille anglaise aisée et protestante, il est le fils de Henry P.J. Layard qui travaille dans l'administration coloniale de Ceylan, lui-même fils de Charles Peter Layard, doyen de Bristol et petit-fils du médecin Daniel Peter Layard. La mère d'Austen est la fille de Nathaniel Austen, banquier à Ramsgate et en partie d'origine espagnole. Son oncle Benjamin Austen, solicitor de Londres, est un ami de l'homme politique Benjamin Disraeli dans les années 1820 et 1830.
Il passe une grande partie de son enfance en Italie où il découvre l'art et les voyages, mais il grandit aussi en Angleterre, en France et en Suisse. Après avoir fait des études de droit et travaillé six ans dans le bureau de son oncle Benjamin Austen, il part pour Ceylan en espérant trouver du travail dans l'administration de cette colonie britannique. Son voyage commence en 1839, par la route terrestre à travers l'Asie.
Après de nombreuses activités archéologiques et diplomatiques, il se retire à Venise, où il acquiert un palais sur Grand Canal en 1880, le Ca' Cappello Layard Carnelutti. Il passe son temps à collectionner des toiles de l'école vénitienne, à rédiger ses mémoires et à écrire sur l'art italien. Disciple de son ami et critique d'art Giovanni Morelli, il présente son point de vue dans sa révision du Handbook of Painting, Italian Schools (1887) de Franz Kugler. Il écrit aussi une introduction à la traduction de Constance Jocelyn Foulkes du livre de Morelli, Italian Painters (1892-1893), et édite cette partie du Murray's Handbook of Rome (1894). En 1887 il publie, à partir de notes prises à l'époque, un récit de son premier voyage au Moyen-Orient, intitulé Early Adventures in Persia, Susiana and Babylonia. Une version abrégée de cette œuvre est publié en 1894, peu après sa mort, avec une courte préface de Lord Aberdare. Layard écrit aussi des essais pour plusieurs associations, comme la Huguenot Society dont il est le premier président.
Il meurt à Londres le 5 juillet 1894.

## Carrière archéologique
Après avoir voyagé durant plusieurs mois, principalement en Perse, et ayant abandonné son projet d'aller à Ceylan, il se rend à Constantinople en 1842. Il y fait la connaissance de Sir Stratford Canning, l'ambassadeur britannique, qui l'embauche et lui confie des missions diplomatiques non officielles dans la partie européenne de la Turquie. En 1845, encouragé par Canning, il quitte Constantinople pour explorer les ruines de l'Assyrie auxquelles son nom est aujourd'hui associé. Lors d'un de ces voyages dans la région, sa curiosité est éveillée par les ruines de Kalkhu sur le Tigre et par le tumulus de Kuyunjik proche de Mossoul, déjà partiellement fouillé par Paul Émile Botta.
Layard reste dans la région de Mossoul jusqu'en 1847, fouillant à Kuyunjik et à Kalkhu et étudiant la vie des populations locales. Il prend sous son aile un de ses assistants, Hormuzd Rassam, qui poursuit les fouilles lorsqu'il retourne en Angleterre en 1848. Il publie alors deux volumes : Nineveh and its Remains: with an Account of a Visit to tile Chaldaean Christians of Kurdistan, and the Yezidis, or Devil-worshippers et Inquiry into the Painters and Arts of the Ancient Assyrians (1848-1849).
Pour illustrer les objets antiques décrits dans ses livres, il publie un grand volume folio intitulé Illustrations of the Monuments of Nineveh (1849). Après avoir passé plusieurs mois en Angleterre et ayant été diplômé d'un DCL de l'université d'Oxford, il retourne à Constantinople en tant qu'attaché de l'ambassade britannique. En août 1849 commence une seconde expédition au cours de laquelle il étend ses investigations aux ruines de Babylone et aux tumulus de la Mésopotamie méridionale. Ses écrits sur cette expédition, Discoveries of the Ruins of Nineveh and Babylon (1863), sont illustrés par un autre folio, A Second Series of the Monuments of Nineveh. Pendant cette expédition, il réussit à envoyer de splendides objets en Angleterre ; ils sont aujourd'hui dans la collection assyrienne du British Museum. Pendant cette expédition de 1849, il exhume à Ninive vingt-deux mille tablettes de terre cuite en écriture cunéiforme, provenant de l'ancienne bibliothèque d'Assurbanipal.
L'intérêt archéologique de son travail, qui identifie Kuyunjik à l'ancienne Ninive et qui fournit beaucoup de renseignements archéologiques, fait entrer les deux livres de Layard dans les meilleurs récits de voyage anglophones.

## Carrière diplomatique

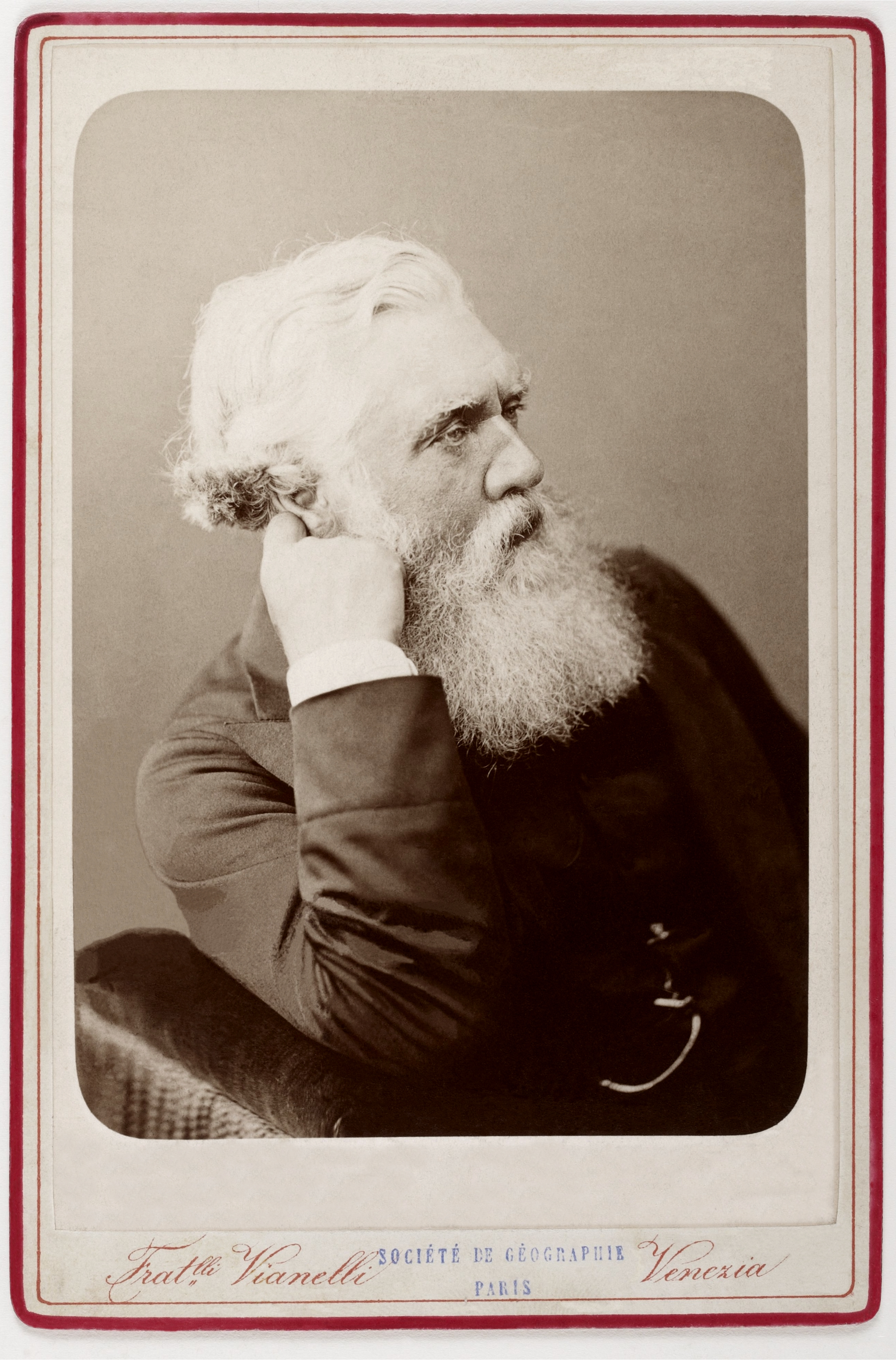
Austen Henry Layard en 1883.

Il s'intéresse ensuite à la politique. Élu député libéral d'Aylesbury dans le Buckinghamshire en 1852, il est sous-secrétaire d'Etat aux Affaires étrangères pour plusieurs semaines. Mais il critique ouvertement le gouvernement, en particulier en ce qui concerne les forces militaires. Il est en Crimée pendant la guerre, et devient membre du comité désigné pour enquêter sur la conduite de l'expédition. En 1855 il refuse une offre de poste que lui propose Lord Palmerston car il n'a pas de rapport avec les affaires étrangères, mais devient Lord Rector de l'université d'Aberdeen. Le 15 juin de la même année, il tente de faire passer une résolution à la Chambre des communes, qui échoue. Son projet de résolution déclarait que l'administration n'était plus une méritocratie, le mérite ayant été sacrifié en faveur de l'influence personnelle et l'adhésion à la routine. En 1856, il compte parmi les fondateurs de la Banque ottomane qui devient la banque centrale de l'Empire ottoman ; il en est de nouveau le président à partir de 1866, succédant à William Clay. Après sa défaite électorale à Aylesbury en 1857, Layard part en Inde pour enquêter sur la révolte des Cipayes. Il réessaye de se faire élire à York en 1859, sans succès, mais est élu à Southwark l'année suivante. De 1861 à 1866 il est sous-secrétaire d'Etat aux Affaires étrangères, sous les gouvernements de Lord Palmerston et de Lord John Russell.  
En 1866 il est élu curateur du British Museum et trustee de la National Gallery. En 1868 il devient commissaire en chef des œuvres publiques au gouvernement de William Ewart Gladstone et membre du Conseil privé. Il prend sa retraite de la Chambre des communes en 1869 lorsqu'on lui donne une mission d'envoyé extraordinaire à Madrid. En 1877 Lord Beaconsfield le nomme ambassadeur à Constantinople, et il participe aux négociations qui conduisent à l'occupation britannique de Chypre. Il occupe ce poste jusqu'au retour au pouvoir de Gladstone en 1880, et se retire définitivement de la vie publique. En 1878, lors du Congrès de Berlin, on lui donne l'Ordre du Bain.
La vie politique de Layard est particulièrement houleuse. Son style est plutôt brusque et la passion qu'il montre sur les sujets qui le tiennent à cœur est ardente, parfois au point d'être imprudente.

## Collection
Après son décès, sa femme et héritière Mary Enid Evelyn (née Guest), connue comme Lady Layard, continue à organiser des soirées artistiques avec l'aristocratie vénitienne au Ca' Cappello Layard Carnelutti pendant plusieurs années. 
Une partie de la collection de Layard à Venise est léguée à la National Gallery de Londres. En 1902, l'Italie vote une loi permettant aux autorités italiennes de limiter le nombre de tableaux exportés. Après un litige avec les autorités britanniques, 6 des 7 tableaux de la collection destinés à la galerie sont transportés en Angleterre. 
Après la mort de Lady Layard, 77 tableaux toujours à Venise sont soumis à une nouvelle loi régissant l'exportation des œuvres d'art. En 1914, après de longues négociations, les peintures sont finalement autorisées à quitter l'Italie. Le déclenchement de la Première Guerre mondiale retardera leur transport à Londres jusqu'en 1916.

## Œuvres

### Ouvrages
- (en) Austen Henry Layard, Inquiry into the Painters and Arts of the Ancient Assyrians, Londres, John Murray, 1848-1849
- (en) Austen Henry Layard, Nineveh and Its Remains : With an Account of a Visit to the Chaldæan Christians of Kuridstan, and the Yezidis, vol. 1, Londres, John Murray, 1849 (lire en ligne)
- (en) Austen Henry Layard, Nineveh and Its Remains : With an Account of a Visit to the Chaldæan Christians of Kuridstan, and the Yezidis, vol. 2, Londres, John Murray, 1849 (lire en ligne)
- (en) Austen Henry Layard, Illustrations of the Monuments of Niniveh, Londres, John Murray, 1849
- (en) Austen Henry Layard, The Monuments of Nineveh, From Drawings made on the Spot, Londres, John Murray, 1849 (lire en ligne)
- (en) Austen Henry Layard, Inscriptions in the cuneiform character from Assyrian monuments, Londres, John Murray, 1851 (lire en ligne)
- (en) Austen Henry Layard, A Popular Account of Discoveries at Nineveh, Londres, John Murray, 1851, 360 p. (lire en ligne)
- (en) Austen Henry Layard, Discoveries Among the Ruins of Nineveh and Babylon : With Travels in Armenia, Kurdistan, and the Desert, Londres, Harper & Brothers, 1853, 586 p. (lire en ligne)
- (en) Austen Henry Layard, A Second Series of the Monuments of Nineveh, Londres, John Murray, 1853 (lire en ligne)
- (en) Austen Henry Layard, The Nineveh Court in the Crystal Palace, Londres, John Murray, 1854, 80 p. (lire en ligne)
- (en) Austen Henry Layard, Early Adventures in Persia, Susiana, and Babylonia : Including a Residence among the Bakhtiyari and Other Wild Tribes before the Discovery of Nineveh, Londres, John Murray, 1894
- (en) Austen Henry Layard, Autobiography and letters from his childhood until his appointment as H.M. Ambassador at Madrid, Londres, John Murray, 1903, 346 p. (lire en ligne)